# جيمس شايفر
جيمس شايفر هو سياسي أمريكي، ولد في 30 أغسطس 1937، وتوفي في 29 مايو 2018 في كينبيك في الولايات المتحدة. نشط حزبياً في الحزب الجمهوري. وقد انتخب عضو مجلس نواب داكوتا الجنوبية ‏.